# Lancer du disque féminin aux championnats du monde d'athlétisme 2022
Pour des articles plus généraux, voir Championnats du monde d'athlétisme 2022 et Lancer du disque aux championnats du monde d'athlétisme.
Navigation
Doha 2019 Budapest 2023
L'épreuve du lancer du disque féminin des championnats du monde de 2022 se déroule les 18 et 20 juillet 2022 au sein du stade Hayward Field à Eugene, aux États-Unis.

## Mimimas de qualification
Le minima de qualification est fixé à 63,50 m, la période de qualification est comprise entre le 27 juin 2021 et le 26 juin 2022.

## Résultats

### Finale
| Rang               | Athlète              | Pays       | Essais | Essais | Essais | Essais | Essais | Essais | Marque | Notes |
| Rang               | Athlète              | Pays       | 1      | 2      | 3      | 4      | 5      | 6      | Marque | Notes |
| ------------------ | -------------------- | ---------- | ------ | ------ | ------ | ------ | ------ | ------ | ------ | ----- |
| Médaille d'or      | Feng Bin             | Chine      | 69.12  | x      | 66.89  | 65.88  | 65.60  | 64.62  | 69.12  | PB    |
| Médaille d'argent  | Sandra Perković      | Croatie    | 67.74  | 68.45  | x      | 67.74  | 66.59  | 65.57  | 68.45  | SB    |
| Médaille de bronze | Valarie Allman       | États-Unis | 67.62  | 66.47  | 68.30  | 68.05  | x      | 51.41  | 68.30  |       |
| 4                  | Jorinde van Klinken  | Pays-Bas   | x      | 62.41  | 64.00  | 60.68  | 64.97  | x      | 64.97  |       |
| 5                  | Claudine Vita        | Allemagne  | 59.87  | 64.24  | 62.09  | x      | 62.60  | 61.86  | 64.24  |       |
| 6                  | Liliana Cá           | Portugal   | 53.24  | 63.64  | x      | 63.99  | 61.99  | x      | 63.99  | SB    |
| 7                  | Yaimé Pérez          | Cuba       | x      | 62.36  | 61.32  | 63.07  | 62.94  | 62.36  | 63.07  |       |
| 8                  | Marija Tolj          | Croatie    | x      | 63.07  | 62.35  | 61.70  | 60.61  | 61.82  | 63.07  |       |
| 9                  | Shanice Craft        | Allemagne  | 61.23  | x      | 62.35  |        |        |        | 62.35  |       |
| 10                 | Mélina Robert-Michon | France     | 53.46  | 60.36  | 59.98  |        |        |        | 60.36  |       |
| 11                 | Kristin Pudenz       | Allemagne  | x      | 59.97  | x      |        |        |        | 59.97  |       |
| 12                 | Laulauga Tausaga     | États-Unis | 56.47  | 55.93  | x      |        |        |        | 56.47  |       |

### Qualification
Qualification : 64,00 m (Q) ou les 12 meilleures lanceuses (q) se qualifient pour la finale,.
| Rang | Groupe | Athlète                  | Pays        | Essais | Essais | Essais | Marque | Notes |
| Rang | Groupe | Athlète                  | Pays        | 1      | 2      | 3      | Marque | Notes |
| ---- | ------ | ------------------------ | ----------- | ------ | ------ | ------ | ------ | ----- |
| 1    | A      | Valarie Allman           | États-Unis  | x      | x      | 68.36  | 68.36  | Q     |
| 2    | B      | Jorinde van Klinken      | Pays-Bas    | 62.15  | x      | 65.66  | 65.66  | Q     |
| 3    | B      | Yaimé Pérez              | Cuba        | 60.77  | 65.32  |        | 65.32  | Q     |
| 4    | B      | Claudine Vita            | Allemagne   | 62.13  | 64.98  |        | 64.98  | Q     |
| 5    | A      | Shanice Craft            | Allemagne   | x      | 64.55  |        | 64.55  | Q     |
| 6    | B      | Kristin Pudenz           | Allemagne   | 63.55  | 64.39  |        | 64.39  | Q     |
| 7    | B      | Sandra Perković          | Croatie     | 64.23  |        |        | 64.23  | Q     |
| 8    | A      | Feng Bin                 | Chine       | 64.01  |        |        | 64.01  | Q     |
| 9    | A      | Laulauga Tausaga         | États-Unis  | x      | 62.85  | x      | 62.85  | q     |
| 10   | A      | Marija Tolj              | Croatie     | 61.46  | x      | x      | 61.46  | q     |
| 11   | A      | Liliana Cá               | Portugal    | x      | 61.41  | 61.01  | 61.41  | q     |
| 12   | B      | Mélina Robert-Michon     | France      | 59.89  | 61.21  | x      | 61.21  | q     |
| 13   | B      | Alexandra Emilianov      | Moldavie    | 60.67  | x      | x      | 60.67  |       |
| 14   | B      | Fernanda Martins         | Brésil      | 58.18  | 60.08  | 58.43  | 60.08  |       |
| 15   | B      | Izabela da Silva         | Brésil      | 55.28  | 59.78  | 57.29  | 59.78  |       |
| 16   | A      | Silinda Oneisi Morales   | Cuba        | 58.73  | 55.55  | 54.07  | 58.73  |       |
| 17   | B      | Veronica Fraley          | États-Unis  | 55.98  | 51.72  | 58.32  | 58.32  |       |
| 18   | A      | Jade Lally               | Royaume-Uni | 58.21  | 55.85  | x      | 58.21  |       |
| 19   | A      | Hrisoúla Anagnostopoúlou | Grèce       | 58.15  | 56.04  | 57.61  | 58.15  |       |
| 20   | A      | Andressa de Morais       | Brésil      | 55.68  | 58.11  | 56.79  | 58.11  |       |
| 21   | A      | Chioma Onyekwere         | Nigeria     | x      | 57.87  | x      | 57.87  |       |
| 22   | B      | Karen Gallardo           | Chili       | 54.78  | 57.78  | x      | 57.78  |       |
| 23   | B      | Irina Rodrigues          | Portugal    | 56.79  | 54.89  | 57.69  | 57.69  |       |
| 24   | B      | Rachel Dincoff           | États-Unis  | 57.38  | x      | 57.62  | 57.62  |       |
| 25   | A      | Ieva Zarankaitė          | Lituanie    | 57.39  | 57.31  | 57.57  | 57.57  |       |
| 26   | A      | Salla Sipponen           | Finlande    | x      | 57.16  | 56.04  | 57.16  |       |
| 27   | B      | Samantha Hall            | Jamaïque    | x      | 56.95  | 56.99  | 56.99  |       |
| 28   | A      | Daisy Osakue             | Italie      | 56.74  | x      | x      | 56.74  |       |
| 29   | B      | Lisa Brix Pedersen       | Danemark    | x      | 54.60  | 56.54  | 56.54  |       |
| 30   | A      | Trinity Tutti            | Canada      | x      | x      | 54.36  | 54.36  |       |

## Légende
Records et Performances
- AR : Record continental (area record)
- CR : Record des championnats (championship record)
- MR : Record du meeting (meet record)
- NR : Record national (national record)
- OR : Record olympique (olympic record)
- PR : Record paralympique (paralympic record)
- PB : Record personnel (personal best)
- SB : Meilleure performance personnelle de la saison (season's best)
- WL : Meilleure performance mondiale de l'année (world leader)
- WJR : Record du monde junior (world junior record)
- WR : Record du monde (world record)

Circonstances et Conditions
- DNF : N'a pas terminé (did not finish)
- DNS : N'a pas pris le départ (did not start)
- DQ : Disqualification (disqualification)
- NM : Aucun essai valable enregistré (No Mark)
- Q : Qualifié « directement » au prochain tour (ou à la prochaine compétition), lors d'une compétition majeure, grâce au classement ou à la réalisation des minima (automatic qualifier)
- q : Qualifié au prochain tour (ou à la prochaine compétition), lors d'une compétition majeure, grâce au repêchage ou à la réalisation de l'une des meilleures performances parmi celles des « non qualifiés directement » (grâce au meilleur temps ou à la meilleure distance par exemple) (secondary qualifier)